# Rappresentatione di Anima, et di Corpo
Rappresentatione di Anima, et di Corpo – utwór wokalny skomponowany w 1600 roku przez włoskiego kompozytora Emilia de’ Cavalieriego w stylu monodii akompaniowanej Cameraty florenckiej. Po raz pierwszy został zaprezentowany w lutym 1600 roku w rzymskim kościele Santa Maria in Vallicella.

## Libretto
Libretto Agostina Manni skonstruowane jest jako dialog między upersonifikowanymi alegoriami Duszy (Anima) i Ciała (Corpo). Aktorzy wcielają się również w alegorie Rozumu (Intelletto), Rady (Consilio), Czasu (Tempo), Rozkosz z dwoma towarzyszami (Piacere con due compagni), Anioła Stróża (Angelio Custode) i innych. Pojawiają się grupy Dusz zbawionych w niebie (Anime beate nel Cielo) i Dusz potępionych (Anime dannate nell'Inferno). Utwór przeznaczony został do odtwarzania na scenie z ucharakteryzowanymi aktorami, dekoracją oraz scenami tanecznymi. Obie strony dialogu budują napięcie i przedstawiają swoje racje w konfrontacji co dziś w środowisku muzykologów budzi spór czy Reppresentazione di Anima, et di Corpo można uznać za jedną z pierwszych oper. Niemiecki badacz Arnold Schering nazwał dzieło Cavalieriego operą duchową.

## Treść
W pierwszym akcie Czas przypomina publiczności, że każda chwila powinna być liczona, gdyż wkrótce rozlegnie się dźwięk trąby ostatecznej. Rozum stwierdza, że przyjemności wzbudzają kolejne żądze, a spełnienie można uzyskać obejmując Boga w niebie. Centralną sceną aktu jest pojawienie się alegorii Duszy i Ciała, które prowadzą spór co powinno być głównym celem człowieka. Mimo iż początkowo Ciało podkreśla zalety przyjemności ziemskich to pod koniec aktu postanawia dołączyć do Duszy w dążeniu do osiągnięcia życia wiecznego. Akt kończy chór tańcząc i śpiewając pieśń stylizowaną na psalm.
Akt drugi rozpoczyna Rada, która wyjaśnia, że sprawy ziemskie są niekończącą się wojną. Ponownie dyskusję prowadzą Ciało i Dusza. Ciało zaczyna teraz kwestionować swoją wcześniejszą decyzję. Pojawia się Anioł Stróż, który atakuje Świat i zrywając bogate szaty ukazuje jego skrywaną brzydotę i ubóstwo.
W ostatnim, trzecim akcie Rada zlicza błogosławionych w niebie, a Intelekt potępionych w piekle. Następują trzy sceny w których Dusze Potępione zestawione są z Duszami zbawionymi. Ciało ostatecznie zgadza się z Duszą, że ich celem powinno być dążenie do zbawienia. W wielkim hymnie pochwalnym wszyscy tańczą i śpiewają.

## Zespół instrumentalny
Przewidziany przez Cavalieriego niewielki zespół instrumentalny składał się liry podwójnej, klawesynu i teorbanu, a w niektórych fragmentach pojawiają się organy i chittarone. Skład instrumentów w poszczególnych aktach ze względu na uwagi kompozytora, które mają charakter ogólny nie jest dokładnie znany. Cavalieri zalecał zmianę instrumentów w zależności od nasycenia dramatycznego poszczególnych części utworu.